# Aris BC
O Aris Basketball Club (grego: Άρης K.A.E.) é o departamento de basquetebol do clube multi esportivo Athlitikos Syllogos Aris sediado na cidade de Salonica, Grécia que atualmente disputa a Liga Grega e EuroCopa. Foi fundado em 1922 e manda seus jogos no Alexandreio Melathron com capacidade de 5138 espectadores.

## Títulos

### Competições Domésticas

#### Liga Grega
Campeão (10): 1929–30, 1978–79, 1982–83, 1984–85, 1985–86, 1986–87, 1987–88, 1988–89, 1989–90, 1990–91 Copa da Grécia
Finalista (7): 1958, 1959, 1965, 1966, 1976, 1982, 1984

#### Copa da Grécia de Basquete
Campeão (8): 1984–85, 1986–87, 1987–88, 1988–89, 1989–90, 1991–92, 1997–98, 2003-04
Finalista (5): 1983–84, 1992–93, 2002–03, 2004–05, 2013–14  

### Competições Regionais
Campeonatos de Salônica
Campeões (6): 1925–26, 1926–27, 1927–28, 1928–29, 1929–30, 1957–58  

### Competições Europeias

#### Euroliga
3º colocado: 1988-89
Final Four (3): 1988, 1989, 1990

#### Copa Saporta
Campeão (1): 1992–93

#### Copa Korać
Campeão (1): 1996–97

#### Eurocup
Finalista (1): 2005–06

#### Eurocup Challenge
Campeão (1): 2002–03

## Camisetas aposentadas
| Camisas Aposentadas pelo Aris BC |        |             |         |            |
| N°                               | Nac.   | Jogador     | Posição | Temporadas |
| 6                                | Grécia | Nikos Galis | Armador | 1979–1992  |